# Luisa Neubauer
Luisa Neubauer (Hamburg, 21 april 1996) is een Duitse klimaatactiviste. Ze is een van de belangrijkste organisatoren van de schoolstaking voor het klimaat in Duitsland, gekend als Fridays for Future. Ze pleit voor een klimaatbeleid dat voldoet aan het Akkoord van Parijs en voor een degrowth. Ze is ook lid van Bündnis 90/Die Grünen en de Grüne Jugend.

## Biografie
Neubauer werd geboren in Hamburg als de jongste van vier kinderen. Haar moeder is verpleegster. Haar grootmoeder, die enkele jaren getrouwd was met Feiko Reemtsma, raakte betrokken bij de anti-kernenergiebeweging van de jaren tachtig, maakte Luisa Neubauer aandachtig voor het klimaatprobleem en schonk haar haar aandeel in de taz-coöperatie.
Neubauer groeide op in de wijk Hamburg-Iserbrook en voltooide in 2014 haar middelbare school aan het Marion-Dönhoff-Gymnasium in Hamburg-Blankenese. In het jaar na haar afstuderen werkte ze voor een ontwikkelingshulpproject in Tanzania en op een biologische boerderij in Engeland. In 2015 begon ze aardrijkskunde te studeren aan de Universiteit van Göttingen. Ze deed een semester in het buitenland aan het University College London en ontving beurzen van de Duitse regering en de aan Bündnis 90/Die Grünen gelieerde Heinrich-Böll-Stiftung. In 2020 rondde ze haar studie af met een Bachelor of Science.

## Activisme
Neubauer is sinds 2016 jeugdambassadeur van de ngo ONE. Ze was ook actief voor de Stiftung für die Rechte zukünftiger Generationen, 350.org, de Right Livelihood Award-stichting, de Fossil Free-campagne en The Hunger Project.Met de campagne "Divest! Zieht euer Geld ab!" vroeg ze de Universiteit van Göttingen om te stoppen met investeren in industrieën die geld verdienen met kolen, olie of gas.
Vanaf begin 2019 werd Neubauer bekend als een van de toonaangevende Fridays for Future-activisten. Veel media noemen haar het 'Duitse gezicht van de beweging'. Neubauer verwerpt vergelijkingen van zichzelf en andere stakingsorganisatoren met de Zweedse activiste Greta Thunberg en zei: "We bouwen een massabeweging op en gebruiken alle methoden om te mobiliseren en aandacht te krijgen". 
Op de EU-top in mei 2019 in Sibiu sprak ze samen met andere klimaatactivisten (onder andere Anuna De Wever) kort met de Franse president Emmanuel Macron en acht andere EU-staatshoofden en regeringsleiders.
In december 2019 schreven Luisa Neubauer, Greta Thunberg en de Belgische activisten Anuna de Wever en Adélaïde Charlier een open brief aan de wereldleiders, die door meer dan 100.000 mensen, waaronder heel wat beroemdheden en 320 wetenschappers, uit 50 landen werd ondertekend. De vier activisten werden op 20 augustus 2020 uitgenodigd voor een gesprek met bondskanselier Angela Merkel.
Neubauer was in 2020 aanwezig op het World Economic Forum in Davos, samen met de klimaatactivisten Vanessa Nakate, Greta Thunberg, Isabelle Axelsson en Loukina Tille. Sinds 2020 maakt ze de Klimapodcast 1,5 Grad.
In een dubbelinterview in september 2021 met het Duitse dagblad Der Tagesspiegel, dat haar samen met Greta Thunberg interviewde, bekritiseerde Neubauer de media en politici voor het bagatelliseren of negeren van de klimaatcrisis gedurende decennia. Bondskanselier Angela Merkel heeft nooit 'een poging gewaagd' voor klimaatverandering, nooit een serieus risico genomen 'om het land merkbaar in de richting van klimaatvriendelijke democratie te brengen'. Hierdoor blijft het onduidelijk hoe het publiek zou reageren op de vraag hoe rechtvaardig een vorm van klimaatbescherming is, waarin er geen echte sociale compensatie is voor stijgende kosten voor huisverwarming en brandstof voor verbrandingsauto's als gevolg van gestegen CO2-prijzen. Neubauer zei dat Fridays for Future een beweging is voor klimaatrechtvaardigheid en vooral ook sociaal rechtvaardige klimaatbescherming. Ze zei dat het belangrijk is om waakzaam te zijn in dit debat: "We horen politieke stemmen die klimaatactie nooit hebben gesteund en gebruiken nu sociale ongelijkheid als excuus om niets te doen."
In 2022 werd Neubauer vermeld in de Time 100 Next-lijst. In november 2022 was ze aanwezig op COP27 in Egypte.
Neubauer was ook aanwezig bij de bezetting van het Duitse zogenaamde "bruinkooldorp" Lützerath, waar ze tijdens de ontruiming door de politie op 12 januari 2023 afgevoerd werd.

### Kritieken
Neubauer kreeg negatieve berichten in de pers in verband met haar eerdere vliegtuigreizen naar landen over de hele wereld. Ze antwoordde dat elke kritiek op haar persoonlijk gedrag enkel afleidt van grotere structurele en politieke kwesties.